# Citrullus mucosospermus
Citrullus mucosospermus är en gurkväxtart som först beskrevs av Fursa, och fick sitt nu gällande namn av T.B. Fursa. Citrullus mucosospermus ingår i släktet vattenmeloner, och familjen gurkväxter. Utöver nominatformen finns också underarten C. m. senegalicus.